# Zubr (pivo)
Zubr je značka piva vyráběného v pivovaru Přerov.

## Druhy piva značky Zubr
- Zubr Classic – světlé výčepní alk. 4,1 %
- Zubr Classic – tmavé výčepní alk. 4,1 %
- Zubr Gold – světlé výčepní alk. 4,6 %
- Zubr Grand – světlý ležák alk. 4,8 %
- Zubr Premium – světlý ležák alk. 5,1 %
- Zubr Free – světlé nealkoholické alk. 0,49 %
- Zubr yuzu & limeta – míchaný alkoholický nápoj na bázi piva alk. 2,0 %
- Zubr Gradus – světlý ležák alk. 5,2 %
- Zubr Maxxim – světlý ležák alk. 6,5 %